# Николаева-Опиок, Тамара Ивановна
Тамара Ивановна Николаева-Опиок (род. 18 марта 1943, Ляды, Минская область) — советская белорусская актриса Театра имени Янки Купалы. Заслуженная артистка Белорусской ССР (1972).

## Биография
Родилась в марте 1943 года в партизанских лесах Белоруссии у деревни Ляды — дочь командира партизанского отряда «Искра» Ивана Николаева.
В 1966 году окончила актёрский факультет Белорусского театрально-художественного института (курс В. А. Маланкина).
В 1966—1974 годы — актриса Гродненского областного драматического театра. В 29 лет присвоено звание Заслуженная артистка Белорусской ССР (1972).
С 1975 года — актриса Белорусского государственного театра им. Я. Купалы.
Преподает[когда?] в Белорусском государственном университете культуры и искусств.
Муж — художник Николая Опиок, дочь — скульптор Наталья Опиок, член-корреспондент РАХ (2021).

## Фильмография
- 1964 — Рогатый бастион — эпизод
- 1978 — Обочина — эпизод
- 1982 — Государственная граница — попутчица в поезде
- 1987 — Последний день матриархата — Елизавета Петровна, директор школы